# Grand Prieuré des Gaules
Le Grand Prieuré des Gaules est une obédience maçonnique, fondée le  23 mars 1935 sous la dénomination de Grand Directoire des Gaules à l'initiative de francs-maçons français dont principalement le docteur Camille Savoire. Constitué pour réactiver le Rite écossais rectifié tombé en désuétude dans les années 1830 en France, l'obédience est créée après plusieurs tentatives échouées de réactivation ou de création d'une juridiction autonome au sein du Grand Orient de France.
Au travers d'une franc-maçonnerie française fortement impliquée dans les débats politiques et sociétaux de la Troisième République, cette création se fonde sur la volonté d'ouvrir un espace maçonnique moins politisé, refusant les débats politiques ou religieux dans les travaux des loges, sur la recherche d'une spiritualité ouverte et tolérante et sur la volonté de renouer des liens avec la franc-maçonnerie dite « régulière ». Camille Savoire et Édouard de Ribaucourt choisissent différentes voies pour parvenir à ces buts. Le Grand Directoire des Gaules ou Grand Prieuré des Gaules, créé en 1935, peine toutefois à s'inscrire dans le paysage maçonnique français, sa mise en sommeil durant la Seconde Guerre mondiale et sa réactivation à l'issue de celle-ci, ne lui permettent pas de s'implanter largement en France.
Il connait cependant dans la seconde partie du XXe siècle un développement et des évolutions qui, tout en augmentant ses effectifs, l'amène à des modifications structurelles et idéologiques qui provoquent des conflits doctrinaux, diverses scissions et créations d'obédiences pratiquant le Régime écossais rectifié. Organisme de haut grade pour la Grande Loge nationale française de 1958 à 2000, il se transforme, au fil du temps, en un ordre chrétien pluriel, intégrant d'autres rites maçonniques ainsi que des ordres maçonniques chevaleresques de la tradition anglo-saxonne. Rajoutant « Ordres unis » à son nom originel, il achève sa transformation en complétant sa dénomination par la titulature « Ordre des francs-maçons et chevaliers chrétiens de France » et établit comme base de sa constitution en 2006, la foi en Dieu, la profession de la religion chrétienne et les serments sur l'Évangile de Jean.

## Contexte historique

### Extinction du Rite écossais rectifié en France
Le convent de Wilhelmsbad en 1782, acte fondateur du Rite écossais rectifié, n'a pas de grand développement en France. En 1786, les régions lyonnaises et alsaciennes sont les deux seules régions à compter quelques francs-maçons du rite, n'entretenant pas les meilleures relations. La Révolution française arrête toutes activités maçonniques. En 1797, Jean-Baptiste Willermoz fondateur du rite et âgé de près de 70 ans, est quasiment le seul détenteur et porteur français du régime rectifié. Plusieurs tentatives pour réactiver le RER vont avoir lieu. Sous le Premier Empire et jusqu'en 1843, diverses créations ou réanimations de loges et de directoires sont actifs, mais aucune n'aboutit à une installation pérenne du régime rectifié dans le paysage maçonnique français. L'extinction progressive des provinces françaises du RER, amène Jean-Baptise Willermoz à constater, en 1820, un « refroidissement général » au sujet du rite rectifié. En s'éteignant à l'âge avancé de 94 ans, l'histoire du RER semble se terminer avec celle du fondateur et patriarche du rite. Toutefois, le rite survit de manière chétive au sein du Grand Prieuré indépendant d'Helvétie à Bâle. Dans les années qui suivent, plusieurs loges sont créées et au début des années 1820, la Suisse compte une dizaine de loges maçonniques travaillant au rite rectifié. Dont, la loge « Union des Cœurs » de Genève qui fournit, en 1910, les rituels des loges rectifiées à Camille Savoire et Édouard de Ribaucourt.

### Paysage maçonnique sous la Troisième République
La franc-maçonnerie française sous la Troisième République est très largement impliquée dans la vie politique et sociale du pays. Constitutive de l'armature idéologique et institutionnelle du camp républicain, ses membres sont fortement ancrés au sein du Parti radical. Ils interviennent souvent de manière directe ou indirecte dans la vie publique. Constante de la vie politique durant cette époque, elle a l'audience d'une grande partie du corps électoral, qualifiée « d'Église de la République », ses thèses sont généralement soutenues et adoptées. Divisée en deux obédiences proches et concurrentes, elle fait face aussi à des créations et des scissions diverses, animées par des courants plus traditionnels ou spirituels.
S'engageant totalement contre l'« obscurantisme religieux » et affichant une claire volonté d'en finir avec le cléricalisme, la franc-maçonnerie française soutient ouvertement le Parti républicain et s’implique largement dans le combat pour l'enseignement laïque et la sécularisation de la France. Du pacifisme d'avant le premier conflit mondial à l'union sacrée durant la guerre de 1914-1918, elle s'élève, à l'issue du conflit, contre les atteintes à la laïcité de 1920 à 1924, puis elle soutient majoritairement la Société des Nations. À la chute de cette dernière, elle prend du recul sur l'engagement politique et ravive sensiblement ses fondements symboliques et initiatiques.
Les deux obédiences principales pratiquent des rites maçonniques propres à leurs histoires, le Rite français pour le Grand Orient de France et le Rite écossais ancien et accepté pour le Suprême Conseil de France et la Grande Loge de France à sa création en 1904. Les décisions du convent du Grand Orient de 1877, supprimant l'obligation de croire en Dieu, voient la Grande Loge unie d'Angleterre s'autoproclamer « Grande Loge Mère du Monde » et seule tenante de la « régularité maçonnique », isolant les obédiences libérales françaises et européennes des obédiences anglo-saxonnes principalement.

## Grand Directoire des Gaules / Grand Prieuré des Gaules

### Terminologie
Lors de sa création, l'obédience est créée sous le nom de Grand Directoire de Gaules comme le stipule les lettres patentes que délivre le Grand Prieuré indépendant d'Helvétie (GPIH). Toutefois, les noms de Grand Prieuré indépendant des Gaules ou de Grand Prieuré des Gaules sont rapidement utilisés dans les correspondances entre le GPIH et le Grand Directoire. La convocation aux ayants droit pour le 23 mars 1935 précise les modalités du réveil et de l'installation d'une « préfecture » de Paris, et à la remise des « Lettres-Patentes » octroyant le droit de créer « tous les ateliers au Rite écossais rectifié et de procéder à l'organisation du Grand Prieuré des Gaules ». Le traité d'amitié de 1936 fixant le cadre des relations entre les deux organismes, Grand Prieuré indépendant d'Helvetie et Grand Directoire des Gaules est signé par Camille Savoire « pour le Grand Prieuré indépendant des Gaules » qui porte le titre de Grand Prieur. La demande d'ampliation des patentes faite par le successeur de Camille Savoire, Julien Ribesky, les patentes originelles ayant été égarées, sont assorties d'un préliminaire. LE GPIH confirme son acceptation en constatant « qu'aucun fait nouveau susceptible d'altérer la régularité des pouvoirs du Grand prieuré indépendant des Gaules n'est survenu depuis la création de cette obédience en 1935 et de la reprise de ses travaux en 1947 ». Les historiens de la franc-maçonnerie, utilisent exclusivement, dans leurs travaux sur cette période et pour qualifier cette obédience, du nom de « Grand Prieuré des Gaules »,,, même si l'organisme maçonnique est bien constitué en 1935 sous celui de Grand Directoire des Gaules.

### 1910 - 1935: réveil du Rite écossais rectifié
Camille Savoire avec Édouard de Ribaucourt principalement, franc-maçon du Grand Orient de France (GODF), entreprennent de créer en France et au sein des obédiences existantes, un espace maçonnique ayant avec les obédiences étrangères, des relations susceptibles de rétablir des liens avec la franc-maçonnerie française. Liens rompus à la suite du convent de 1877, mettant un terme à l'obligation de la croyance en Dieu, créant une rupture avec les obédiences anglo-saxonne notamment, et propulsant la principale obédience française dans un certain isolement international. Il espère également par cette création retenir les membres rejetant l'activisme politique ou d'attirer de nouvelles élites intellectuelles ou sociales que les tendances politiques de certains environnements maçonniques éloignent.
Fort des nombreuses relations maçonniques nouées lors des multiples voyages en Europe, au travers de ses participations à des congrès et des conférences médicales, Camille Savoire se rapproche de la Grande Loge suisse Alpina, obédience à la reconnaissance internationale et dernier conservatoire d'un rite maçonnique d'essence chrétienne, constitué en France au XVIIIe siècle, le Rite écossais rectifié (RER). Mis en contact avec le Grand Prieuré indépendant d'Helvétie (GPIH) à Genève, Camille Savoire, Édouard de Ribaucourt  et Gustave Bastard sont reçus, le 9 juin  1910, au grade de Chevalier bienfaisant de la Cité sainte, grade terminal du régime maçonnique rectifié. Le 11 juin, le GPIH constitue une commanderie du Rite écossais rectifié (RER) sous son autorité à Paris, et leur donne les premières lettres patentes pour réactiver le rite en France.
De retour en France, ils réactivent rapidement, le 20 juin, une loge bleue, dernière loge parisienne à travailler au RER au XIXe siècle, « Le Centre des amis ». Cette annonce est en première instance rejetée par le conseil de l'ordre du GODF. Après quelques échanges et éclaircissements entre le GODF et le GPIH, le conseil de l'ordre accepte la création d'une loge au rite rectifié et autorise le réveil du « Centre des amis », à cet effet. Les 15 et 18 avril sont signés à Paris et à Genève un traité d'alliance et d'amitié entre le GODF et le GPIH. La loge est installée par Gaston Bouley, président du conseil de l'ordre du GODF le 28 avril 1911, Edouard de Ribaucourt en est le premier vénérable maître.

#### Édouard de Ribaucourt: le choix de la Grande Loge unie d'Angleterre
« Le Centre des amis » dans les mois qui suivent connait une existence paisible, en 1911, la loge compte 32 membres, elle reconnait le règlement du Grand Orient de France et ne semble pas contrevenir au principe de liberté absolue de conscience. Toutefois, à compter de 1913, des difficultés apparaissent autour des rituels du rite rectifié. Le conseil de l'ordre remettant à la loge des rituels où les invocations de fermeture et d'ouverture des travaux, ainsi que les formulations au « Grand Architecte de l'Univers » sont absentes. Lors du convent du Grand Orient du 16 septembre 1913, une proposition d'autorisation d'utilisation de la formule du Grand Architecte est porté par Édouard de Ribaucourt. Ce dernier, dans son discours de soutien, évoque des suppressions pourtant compatibles avec les principes de liberté de conscience. Les invocations ayant été aménagées par Antoine Blatin, alors grand commandeur. Le discours, circonstancié de Ribaucourt, se termine toutefois sur une menace voilée de quitter l'obédience si sa demande de rétablissement n'aboutit pas. Malgré cette intervention empreinte d'émotion, le caractère chrétien et les formulations jugées trop religieuses se heurtent au vote des députés qui rejettent la proposition.

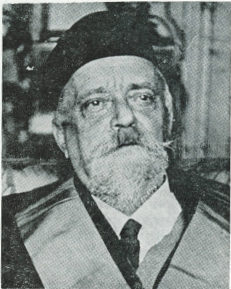
Édouard de Ribaucourt.

Au lendemain de ce rejet, Édouard de Ribaucourt rompt tous liens avec le GODF et fait transiter une demande par Gleward Roehrich, franc-maçon suisse et ancien grand officier à la Grande Loge unie d'Angleterre (GLUA), afin qu'elle lui accorde une reconnaissance de l'obédience qu'il fonde sous le nom de « Grande Loge indépendante et régulière pour la France ». La GLUA accorde sa reconnaissance à la nouvelle obédience le 20 novembre, Édouard de Ribaucourt, premier grand maître, l'annonce à une tenue du « Centre des amis » le 9 décembre. Malgré le succès de cette rapide reconnaissance, celle-ci reste sans lendemain. Les ralliements de loges attendues et évoquées pour consolider la jeune obédience ne se produisent quasiment pas. De la sorte, le RER ne se développe pas au sein de la nouvelle obédience, rejointe par les nombreux anglo-saxons résidents en France, formant des loges pratiquant en anglais exclusivement le Rite émulation. Le RER devenant très minoritaire, comme les francs-maçons français dans l'obédience, incitent ses détracteurs à la surnommer la « Grande Loge anglaise de France ». À sa mort, isolé au sein de l'obédience qu'il a fondé, une seule loge travaille au RER consacrant l'échec de l'implantation du rite rectifié dans la Grande Loge indépendante et régulière pour la France.
Camille Savoire reste fidèle pour sa part au Grand Orient de France et poursuit ses activités maçonniques au sein du Grand Collège des rites.

### 1936 - 1947: Camille Savoire et le Grand Directoire des Gaules

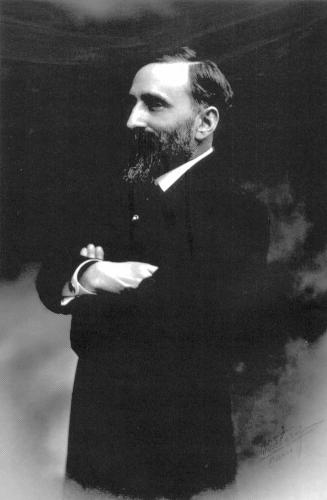
Camille savoire.

Le 15 septembre 1923, Camille Savoire devient le grand commandeur du Grand Collège des rites du Grand Orient de France, charge qu’il occupe jusqu’à 1935. Pendant ces douze années, il entreprend de renouveler l’institution en y introduisant un nouveau souffle. Créant le  Bulletin du Grand Collège des Rites », publication annuelle puis bisannuelle, dont la documentation, représente une authentique source comme synthèse générale des travaux des chapitres et des aréopages. Il accomplit, durant son mandat et par un important travail, une réorganisation complète du Grand Collège qui marque l'histoire de cette institution.
Sous sa direction, son action permet à plusieurs loges d'obtenir du conseil de l'Ordre du Grand Orient de France, l'autorisation de cumul des rites français et écossais rectifié, au Touquet, à Rouen, Bordeaux, Marseille, Montpellier. Il consacre une loge du 4e grade à Bordeaux entée sur la loge « La Concorde »,. Il parvient également à convaincre le Grand Collège des Rites, le 16 septembre 1933, pour que soit établie une section du Grand Directoire du Rite écossais rectifié, dont lui reviendrait le titre de grand-prieur. Travaillant de concorde avec le président du conseil de l'Ordre, Arthur Groussier, ce dernier élabore un traité, approuvé par le conseil, de la création d'un Grand Directoire des rites autonomes comme juridiction des hauts grades. Camille Savoire conçoit, en sa qualité de Grand Commandeur, un projet d'union des différents organismes de hauts grades au niveau national. Le projet inclus notamment la création d'un Grand Prieuré, administrant les ateliers supérieurs du Rite écossais rectifié. La proposition d'Arthur Groussier est rejetée par le convent du Grand Orient de 1934 et les propositions de Camille Savoire comme sa personne sont sévèrement attaquées. Cet échec est l'ultime projet que Camille Savoire porte pour développer le rite rectifié au sein du Grand Orient de France. Refusant son abandon, il envisage et met en œuvre d'autres solutions pour permettre son implantation en France.
Face aux difficultés afin d’établir le régime rectifié à l'intérieur du Grand Orient de France, Camille Savoire usant des relations qu'il entretient avec le Grand Prieuré indépendant d'Helvétie (GPIH), négocie la création d'un organisme indépendant, porteur du Régime écossais rectifié en France. Les premiers résultats de ces négociations aboutissent le 24 novembre 1934. Plusieurs francs-maçons français, dont Aimé Machon, grand chancelier du Grand Collège des rites du Grand Orient de France, sont reçus par équivalence au grade de Chevalier bienfaisant de la Cité sainte (CBCS) par le GPIH. Ces réceptions permettent d'augmenter, le faible nombre de porteurs de ce grade en France, désormais suffisant pour permettre la création d'un nouvel organisme maçonnique,.
Le 12 février 1935, Aimé Machon démissionne du Grand Collège des rites du Grand Orient de France et lance une convocation aux ayants droit pour le 23 mars 1935. La convocation précise les modalités du réveil et de l'installation d'une « préfecture » de Paris, et à la remise des « Lettres-Patentes » octroyant le droit de créer « tous les ateliers au Rite écossais rectifié et de procéder à l'organisation du Grand Prieuré des Gaules ». Quelques jours avant Camille Savoire, le 20 mars, avertit le Grand Orient en la personne de son président du conseil Adrien Pouriau de cette future consécration et émet plusieurs propositions. La première propose l'exercice du Rite écossais rectifié au sein du Grand Orient avec « une indépendance rituelle » complète pour tous les grades. Un traité de reconnaissance, consacrant l'indépendance réciproque, autorisant les inter-visites. Ou encore, séparation « sous le régime d'une ignorance réciproque » sans exclure des relations officieuses ou amicales en respect du passé commun, de dévouement et d'attachement au Grand Orient de France. Le conseil de l'Ordre n'étudie la question que le 14 avril 1935 et conclut par une irrecevabilité de la demande, concluant que le RER appartient au GODF, est pratiqué par plusieurs loges et ne nécessitant pas de modification des règlements généraux,.

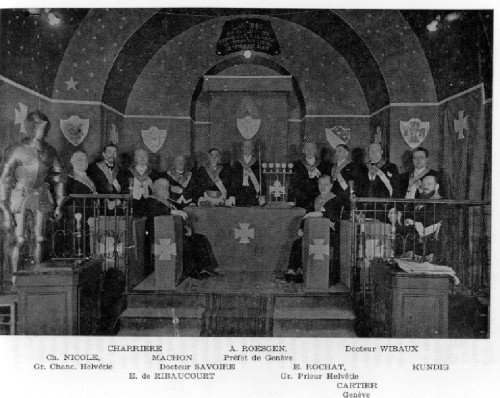
Fondation du Grand Directoire des Gaules en mars 1935.

Le 23 mars 1935, se tient la tenue de fondation de la Préfecture de Genève, à la villa l'Acacia, au 9 boulevard d'Argenson à Neuilly-sur-Seine; présidée par Ernest Rochat Grand-prieur du GPIH. Ce dernier remet à Camille Savoire les lettres patentes constitutives du Grand Directoire des Gaules lui conférant, en qualité de Grand Prieur, tous les pouvoirs pour « procéder à l'organisation du Grand Prieuré des Gaules »,. Le 9 septembre 1936, il signe un « traité d'alliance et d'amitié » entre le Grand Directoire des Gaules et le Grand Prieuré indépendant d'Helvétie, parachevant la reconnaissance juridictionnelle de chaque organisme. Le traité est paraphé par le grand-prieur Ernest Rochat pour le « Grand Prieuré indépendant d'Helvétie » et par le grand-prieur Camille Savoire pour le « Grand Prieuré indépendant des Gaules »,.
À la réponse du conseil de l'Ordre reçue le 15 avril 1935, Camille Savoire décide le 17 avril de démissionner du Grand Orient de France et du Grand Collège des rites après 43 ans de fidélité à ses engagements. Il préside une dernière fois le Grand Collège des rites le 14 mai où il livre une longue note écrite en explicitant avec précision son choix de quitter la prestigieuse puissance maçonnique que représente le Grand Orient à cette époque. Il ressort de l'analyse de ce dernier discours par les historiens que cet ultime choix se fonde sur le refus des discussions et débat politiques ou religieux, sur la recherche d'une spiritualité ouverte et tolérante et sur la volonté de renouer des liens avec la franc-maçonnerie universelle.
Le 24 octobre 1935, comme grand-maître et grand-prieur, il constitue officiellement la Grande Loge écossaise rectifiée de France (GLER). Composée de quatre loges symboliques, il installe comme grand-maître René Wibaux. D'autres loges sont constituées, mais malgré ces efforts, ni le Grand Directoire des Gaules, ni la Grande Loge écossaise rectifiée, parviennent à s'imposer dans le paysage maçonnique français. Actant de cette difficulté, René Wibaux contacte Louis Doignon et Albert Lantoine pour proposer l'intégration de la Grande Loge, au sein de la Grande Loge de France (GLDF). La question est soumise par référendum aux loges de la GLER. Cinq loges optent pour l'intégration à la GLDF, trois choisissent de se disloquer, l'agrégation des loges à la GLDF, se fait le 3 février 1938. Camille Savoire n'approuve pas la décision de René Wibaux et refuse le siège et le titre de « Régent du Rite Rectifié » de la GLDF, René Wibaux l'accepte. Camille Savoire conserve une unique loge au Grand Directoire, la loge « Franchise » qu'il a créé le 27 janvier 1938. La Grande Loge écossaise rectifiée met un terme à son existence au bout de trois ans.
Camille Savoire, anticipant les retombées de la politique antimaçonnique du régime de Vichy  et souhaitant protéger et préserver l’existence du Grand Directoire des Gaules et celle de ses membres, met officiellement l’Ordre en sommeil le jour de la déclaration de guerre, le 3 septembre 1939. Immédiatement après la fin de la guerre, le 15 décembre 1946, il annonce la reprise des travaux de l'obédience et le 15 février le 1947, il réveille la loge « La Franchise ». L'Ordre ne recense à cette date que 42 membres tous grades confondus,. À la mort de Camille Savoire, Julien Rybinski ne retrouvant pas la lettre patente originelle de 1935, formule une demande de copie au Grand Prieuré indépendant d'Helvétie. Ce dernier lui confirme son acceptation, et lui délivre une copie certifiée de la patente de 1935.

### 1948 - 1991: évolutions et divisions

#### Implantation du Rite écossais rectifié dans le paysage maçonnique français
Le 24 octobre 1948, Camille Savoire à plus de 79 ans, est remplacé comme grand-prieur par Julien Rybinski, tout en restant grand-maître-national. Après la disparition de Camille Savoire en 1951, Julien Rybinski, est nommé grand-maître-national. Il cède sa charge de grand-prieur à André Moiroux et une nouvelle stratégie est développée. Elle passe par le réveil de la « Grande Loge du régime rectifié en France » (GLRR), Julien Rybinski en prend la tête comme grand-maître. André Moiroux avec l'aide d’Antonin Gaillard, son grand-chancelier contribuent grandement au développement du GPDG qui compte rapidement une loge à Paris, deux à Lille et une à Calais, ainsi que plusieurs loges du 4e grade. Le Grand Prieuré compte à cette époque trois préfectures et trois commanderies.
Pierre de Ribaucourt, fils d'Édouard et membre de la Grande Loge nationale et indépendante régulière qui se renomme, cette année-là, Grande Loge nationale française (GLNF), propose, en 1952, à Julien Rybinski de travailler au développement du RER au sein de l'obédience de son père. Le grand-prieur accepte pour cela d'être affilié à la loge « Le Centre des amis », loge historique et fondatrice de l'obédience et pratiquant le RER. Pierre de Ribaucourt incite à la signature d'une charte entre le GPDG et la GLNF, mais Julien Ribinsky mesurant le risque d'absorption des organes du GPDG, renonce à tout accord et se retire de la GLNF. L'échec de ce rapprochement débouche à terme sur une crise au sein de la GLNF, qui connait sa première scission et la création par plusieurs membres éminents dont Pierre de Ribaucourt et plusieurs loges, d'une nouvelle obédience en 1958. Prenant le nom de GLNF-Opéra, dont le RER est le rite de fondation qui s'implante dans le paysage maçonnique français, signant de la sorte, la renaissance du rite rectifié en France, près de 50 ans après sa réintroduction par Camille Savoire et Édouard de Ribaucourt.

#### Convention avec la GLNF et premières scissions
En 1958, la scission au sein de la GLNF laisse cette dernière en état de faiblesse après le départ de nombreuses loges pour la GLNF-Opéra. André Moiroux, pour permettre au Rite écossais rectifié de poursuivre son développement, propose de placer les loges de la GLRR sous les auspices de la GNLF, en faisant du GPDG l’instance des hauts grades du régime rectifié. Le 13 juin 1958, une convention entre le GPDG et la GLNF est signée. Le 17 juin 1958, lors d'une réunion de la loge « Franchise n° 1 » de la GLRR, Antonin Wast, vénérable maître de la loge et grand-prieur depuis la mort de Julien Ribinsky expose les conditions de la convention de fusion. Les termes du traité sont acceptés par la majorité des membres. André Moiroux devient grand officier de la GLNF. L'obédience est enrichie de loges travaillant au rite français et au RER. La signature de cette convention et le rejet de la prépondérance anglaise sur la GLNF, ainsi que la volonté de nouer des relations avec toutes les obédiences françaises, se soldent également en 1962, par la création du « Grand Prieuré de France », par la GLNF-Opéra, dont René Wibaux est le premier grand-prieur, cependant trop âgé la charge est rapidement transmise à Pierre de Ribaucourt. Un article de la convention est par ailleurs rejeté par la loge « Flandres » qui recrute dans toutes les obédiences françaises, ce dernier réserve l’accès au 4e grade au seul membre de la GLNF. Si jusqu'en 1964, le GPDG continue d'octroyer le grade terminal du rite, en 1965, René Rurcard préfet des Flandres, à la suite de son éviction du GPDG, crée le 30 décembre 1965, le « Grand Prieuré indépendant des Gaules »,.

#### Développement de l'Ordre et affrontement doctrinal
Antonin Wast grand-prieur du GPDG qui succède à cette fonction après la mort d'André Moiroux le 2 décembre 1962, signe avec Ernest Wan Hecke grand-maître de la GLNF le 21 octobre 1965, un avenant à la convention de 1958 qui lie les deux organismes maçonniques. Ce dernier intègre la gestion du 4e grade au sein du GPDG et non plus dans un directoire distinct et indépendant, mais fait également et désormais obligation d'appartenir à la franc-maçonnerie dite « régulière » pour accéder aux hauts grades terminaux du régime rectifié dans le GPDG. Antonin Wast est à l’initiative de la publication de la revue obédientielle Les Cahiers Verts, dont le premier numéro est publié en 1970.
En 1973, Jean Baylot succède à Antonin Wast qui disparait subitement. Parmi les derniers à avoir côtoyé de leurs vivants, les pionniers de la réactivation du RER, Camille Savoire et Édouard de Ribaucourt, il dirige pendant trois l'an l'obédience avec rigueur, soucieux du respect des sources historiques de ce régime maçonnique. Jean Granger prend momentanément la tête de l'obédience en 1976, en qualité de Grand-prieur. Il cède toutefois rapidement la charge à Paul Naudon, en application d'un décret de 1966 jamais appliqué qui sépare les charges de Grand-prieur et de Grand maitre national ad vitam, il est élu à cette dernière fonction. Cependant, des tensions entre le GPDG et le Suprême Conseil du REAA de la GLNF, provoque une crise importante qui amène rapidement à la démission de Paul Naudon, Jean Granger est sollicité pour reprendre la direction de l'ordre. Il est élu comme grand-prieur, grand maitre national, la séparation des charges étant abandonnée. Durant son mandat et au travers de ses ouvrages, Jean Granger contribue à l'exposition d'une image positive du GPDG. Cependant, sa perception de la doctrine du rite, qu'il expose dans plusieurs de ses discours, ne fait pas l'unanimité et soulève avec le temps des animosités grandissantes, principalement avec son grand-chancelier Daniel Fontaine.
Le GPDG poursuit son développement et son implantation, en 1982, pour le 200e anniversaire du convent fondateur de Wilhelmsbad, il organise des réunions commémoratives avec plusieurs prieurés européens. Une exposition à la Bibliothèque nationale de France, sous la direction de Frédéric Tristan connait un certain succès médiatique. Malgré cette réussite, les différents entre le grand-prieur Jean Granger et son grand-chancelier atteignent leur paroxysme. La crise doctrinale entre le courant œcuménique et réformiste de Jean Granger et celui uniquement chrétien et conservateur de Daniel Fontaine, tourne à l'avantage de ce dernier. Jean Granger démissionne et Daniel Fontaine est élu grand-prieur en 1983. En 1986 et 1987, le GPDG participe à la création du Grand Prieuré de Belgique et à l'installation d'une préfecture du Rite écossais rectifié en Italie.

### 1992 - 2013: changement structurel et nouvelle scission

#### Intégration de grades et ordres, rupture avec la GLNF
En 1992, le Grand Prieuré des Gaules, au travers de son grand prieur, engagé dans une volonté de réunir grades et ordres d'une franc-maçonnerie chrétienne, reçoit du Grand Prieuré d'Angleterre la transmission de l'Ordre maçonnique et militaire du Temple et de saint Jean de Jérusalem, Palestine, Rhodes & Malte,. Ordre de la tradition maçonnique anglo-saxonne. Le grand-maître Harold Devereux Still à l'occasion de cette transmission, installe Daniel Fontaine grand-prieur du GPDG comme « grand-maître des ordres unis ». Nomination approuvée par les instances de l'ordre le 26 septembre 1992 qui ajoute à son nom traditionnel : « Ordres unis ». En 1995, le GPDG reçoit des Pays-Bas une patente pour pratiquer les hauts grades du Rite français dont le grade ultime de Souverain Prince Rose-Croix qui est proposé à ses membres. Ces modifications profondes qui s'étalent sur une dizaine d'années transforment l'instance rectifiée des origines en une instance de hauts grades « chevaleresques » dont le « militantisme chrétien » devient la doctrine première. La création d'une « Grande aumônerie des Ordres » parachevant cette mutation ecclésiale.
L'activisme du GPDG sur la scène maçonnique internationale et l'intégration de rites et des grades d'autres traditions maçonniques provoquent des tensions avec la Grande Loge nationale française (GLNF). Lié par convention depuis 1958 pour la gestion des hauts grades du RER, les choix du GPDG sont critiqués tant sur le plan structurel, que doctrinal. Les relations entre les deux organismes se dégradent fortement au gré d'échanges parfois tendus. Les orientations choisies, fondées sur un « christianisme militant et ostensible » par le « GPDG Ordres unis » devenant incompatible selon la GLNF, avec l'accord de 1958 établi sur le GPDG créé par Camille Savoire en 1935. Le 13 juin 2000, dans un courrier à Daniel Fontaine, grand-prieur, les instances de la GLNF notifient la fin de l'accord conventionnel qui régit les hauts grades du RER et lie les deux organismes maçonniques. Daniel Fontaine conteste la décision unilatérale de la GLNF et entreprend l'établissement de nouveaux statuts pour le GPDG. La GLNF crée, pour sa part, le « Grand Prieuré rectifié de France » pour prendre en charge sa gestion des hauts grades du RER.

#### Réorganisation et nouvelle constitution
La fin de la convention avec la GLNF impose au Grand Prieuré des Gaules une profonde restructuration et la mise en œuvre d'une nouvelle constitution qui intègre les évolutions des dernières années. Plusieurs structures maçonniques sont créées pour héberger les loges symboliques, le « Directoire national des loges rectifiés » pour les trois premiers grades du RER. Un « Grand Collège des loges de Saint-Jean », un Souverain Grand chapitre pour le Rite français, ainsi qu'un chapitre de l'Arche royale, l'ensemble de ses structures sous les auspices d'un Chapitre général du Grand prieuré des Gaules. Pour compléter cette évolution structurelle, le GPDG complète son nom avec un double titulature : « Ordres des francs-maçons chrétiens de France » et « Ordres des chevaliers maçons chrétiens de France ». La grande aumônerie est déclarée : « première maison de l'ordre » avec des prérogatives nationales. Cette nouveauté soulève des réticences, peu convaincus par les arguments du grand aumônier, de nombreux membres s'inquiètent d'une « cléricalisation » grandissante du GPDG.
En 2005, après 22 ans de mandat qui accompagne les mutations opérées de 1990 à 2000, le grand prieur, Daniel Fontaine, quitte ses fonctions. Durant cette année, les nouveaux statuts de l'ordre sont examinés et débattus. Le texte fondamental est proposé lors de l'assemblée générale du 29 avril 2006, le GPDG Ordre unis se dote ainsi d'une constitution ou le principe premier expose comme fondement : la foi en Dieu, la profession de la religion chrétienne et les prestations de serment sur l'Évangile selon Jean. Adoptée après de nombreuses discussions et sans le vote des membres qui voient dans ce texte, une trop grande prise de distance avec les principes fondateur du Grand Directoire des Gaules établit par Camille Savoire en 1935. Les détracteurs internes de cette transformation, voyant la structure fondée pour réveiller le Rite écossais rectifié en France devenir une structure pluri-rites dotée d'une « aumônerie nationale », considèrent cette innovation institutionnelle comme une « aberration tant organisationnelle, qu'initiatique... ».

#### Nouvelles querelles doctrinale et nouvelle scission
En 2009, une querelle doctrinale se développe entre deux courants, mettant en lumière des divergences religieuses et théologiques profondes. La tension entre les deux courants devenant intense, le grand maitre de l'ordre, Marc Bravi, décide de démissionner de ses fonctions le jour de l'assemblée générale en refusant d'installer son successeur. Le nouveau grand maitre Bruno Abardenti dans son discours d'installation expose le sens de son action, mettant en avant un christianisme ostentatoire et invite à l'union dans un « vibrant appel évangélique », en plaçant le Grand Prieuré des Gaules dans une « perspective étroitement chrétienne ». Pour poursuivre son développement, le GPDG reprend sa structuration préaccord de 1958 avec la GLNF et réactive une grande loge. Celle du Grand Directoire des Gaules constituée en octobre 1935 par Camille Savoire étant mise en sommeil à la suite de l'accord conventionnel avec la GLNF. Réactivée en juin 2011, elle prend le nom de « Grande Loge réunie et rectifiée ».
En 2011, une nouvelle divergence idéologique s'établit dans les instances du GPDG, autour cette fois de la doctrine du Rite écossais rectifié et des conceptions théoriques du fondateur du rite, Jean-Baptiste Willermoz. Divergences profondes et irréconciliables qui prennent une dimension publique et qui aboutissent en 2012 à la volonté de création d'une nouvelle structure pour accueillir le RER. En 2013, douze dignitaires du GPDG, l'ancien grand-maitre Marc Bravi et l'ancien porte-parole officiel du GPDG, rejoints par quelques membres et dignitaires du Grand Prieuré indépendant de France, dont le grand conservateur du rite, constituent le « Directoire national rectifié de France - Grand  Directoire des Gaules », se revendiquant conservateur et héritier des principes du Grand Prieuré des Gaules de 1935, fondé par Camille Savoire,.

## Liste des dirigeants du Grand Prieuré des Gaules
- Camille Savoire (1935-1948)
- Julien Rybinski (1948-1957)
- André Moiroux (1957-1962)
- Antonin Wast (1962-1973)
- Jean Baylot (1973-1976)
- Paul Naudon (1976-1977)
- Jean Granger (1977-1983)
- Daniel Fontaine (1983-2005)
- Marc Bravi (2005-2009)
- Bruno Abardenti (2009-2022)
- Gilles Ducret (2022-

## Rites pratiqués
Lors de sa fondation en 1935, par Camille Savoire le Grand Prieuré des Gaules est un ordre maçonnique qui ne vise qu'à la pratique du Rite écossais rectifié. Il intègre, à partir de 1992, plusieurs rites et grades de diverses traditions maçonniques ; le Rite standard d'Ecosse et les degrés anglo-saxons de la maçonnerie de la Marque, de l'Arche Royale et de l'Ordre maçonnique et militaire du Temple et de saint Jean de Jérusalem, Palestine, Rhodes & Malte. Puis ceux du Rite français ainsi que les Ordres de Sagesse, haut grades de ce rite.